# Одяг з підігрівом
Одяг з підігрівом — одяг, обладнаний утеплювальними елементами, що виділяють тепло для додаткового обігріву носія.
Джерелом тепла в одязі з підігрівом можуть виступати електричні нагрівальні елементи які комплектуються акумулятором, або ж хімічні нагрівальні елементи які віддають тепло в результаті хімічних (екзотермічних) реакцій. Також існує одяг з турмаліновими нагрівальними елементами які виділяють інфрачервоне випромінювання що віддають тепло людині, яка користується таким одягом.
Одяг з підігрівом призначається для зігрівання людей, що довгий знаходяться на відкритому повітрі або в неопалюваних приміщеннях. Використання одягу з обігрівом замість обігріву приміщень є енергозберігаючою технологією. В сучасних умовах здорожчання та дефіциту енергоресурсів, опалення складських, ангарних, амбарних та гаражних приміщень є проблематичною задачею, тому вирішенням цієї проблеми є персональний обігрів людей які працюють в таких умовах.

## Види одягу з підігрівом

### Одяг з електропідігрівом
Це одяг що містить електричні нагрівальні елементи що виділяють теплову енергію. До одягу з електрообігрівом відносяться: куртки, жилети, кофти, штани, панчохи, устілки, спідня білизна. Потужність такого одягу за звичай складає 10-30 ват. Що надзвичайно енергоекономічно в порівнянні з необхідністю витрачання кіловат енергії для обігріву приміщень.білизно .

### Одяг з екзотермічним підігрівом
Це одяг що обігрівається за рахунок хімічної реакції по виділенню тепла. Як правило такий одяг представлений досить популярними в Світі "сольовими устілками", інші види такого одягу є рідкістю .

### Одяг з турмаліном
Це одяг що містить  турмалінові елементи які здійснюють обігрів людей за допомогою інфрачервоного випромінювання яке виділяє турмалін. 
Такий одяг на практиці представлений: панчохами, наколінниками, поясами, пов'язками, устілками, спідньою білизною.